# Gradient alvéolo-artériel
Le gradient alvéolo-artériel en oxygène (A-aO2, ou gradient A-a), est la différence entre la pression partielle de l'oxygène alvéolaire (AO2) et celle de l'oxygène artériel (aO2).
Son estimation permet d'évaluer l'intégrité des capillaires alvéolaires. Le gradient A-a physiologique est compris entre 5 - 15 mm Hg. Il sert a distinguer différentes causes d'hypoxie.
- Le gradient A-a est élevé en cas :  
- d'inadéquation de ventilation/perfusion (V/Q mismatch) telles que l'embolie pulmonaire
- de shunt anatomique intracardiaque droit-gauche[3].
- de limitation de la diffusion par exemple en cas de pneumonie sévère, d'oedème pulmonaire ou d'altération de la membrane alvéolo-capillaire

- le gradient A-a est normal en cas d'hypoxie causée par l'hyperventilation ou la haute altitude (en haute altitude, l'oxygène artériel PaO2 est faible, mais seulement à cause du fait que l'oxygène alvéolaire (PAO2) est également faible).
- le gradient A-a est abaissé en cas : 
- d'augmentation de la fraction d'oxygène dans l'air inhalé (FiO2),
- d'hyperventilation

## Équation
L'équation pour le calcul du gradient A-a est :
{\displaystyle Gradient~Aa=P_{A}O_{2}-P_{a}O_{2}}
Où :
- PAO2 = PO2 alvéolaire (calculé à partir de l'équation des gaz alvéolaires)

{\displaystyle P_{A}O_{2}=F_{i}O_{2}(P_{atm}-P_{H_{2}O})-{\frac {P_{a}CO_{2}}{0.8}}}{\displaystyle }
- PaO2 = PO2  artérielle (mesuré dans le sang artériel)

Dans sa forme étendue, l'équation devient :
{\displaystyle Gradient~Aa=\left(F_{i}O_{2}(P_{atm}-P_{H_{2}O})-{\frac {P_{a}CO_{2}}{0.8}}\right)-P_{a}O_{2}}
À l'air ambiant ( FiO2 = 0.21, ou 21 % ), au niveau de la mer ( Patm = 760 mm hg )
En supposant que d'humidité est de 100 % dans les alvéoles, une version simplifiée de l'équation est:
{\displaystyle Gradient~Aa=\left(150-1,25(Pa_{CO_{2}})\right)-P_{a}O_{2}}

## Valeurs et interprétation
Le gradient alvéolo-artériel est utile dans la détermination de la source de l'hypoxémie. La mesure permet de localiser l'anomalie, qu'elle soit intra-pulmonaire ou extra-pulmonaire.
Un gradient normal pour un jeune adulte non-fumeur, respirant de l'air est comprise entre 5 et 10 mmHg. Il augmente naturellement avec l'âge de 1 mmHg chaque décennie.Une estimation prudente de la normale est inférieure à ((âge en années /4) + 4). Ainsi, une personne de 40 ans devrait avoir un gradient alvéolo-artériel inférieur à 14 mmHg.
Puisque le gradient A-a est estimé comme suit : (150 − 1,25(PaCO2)) – PaO2 au niveau de la mer et à l'air ambiant (0,21 x(760-47) = 149.7 mmHg pour la pression partielle d'oxygène alvéolaire, en prenant en compte la vapeur d'eau), il est mathématiquement clair qu'une grande valeur du gradient, indique que le sang a un faible PO2, une faible PCO2, ou les deux. 
Le CO2 est très facilement échangé dans les poumons, une faible PaCO2 est donc directement corrélée avec une hyperventilation. Par conséquent, une faible PaCO2  indique un effort respiratoire augmenté pour oxygéner le sang. Une faible PaO2 indique que la ventilation actuelle du patient (qu'elle soit augmentée ou normale) n'est pas suffisante pour permettre une bonne diffusion de l'oxygène dans le sang. Par conséquent, le gradient A-a indique un effort respiratoire augmenté (PCO2 artérielle faible) relativement à l'oxygénation artérielle atteinte (PaO2). 
A l'inverse, un gradient A-a abaissé indiquant par exemple un patient hyperventilant mais n'arrivant quand même pas encore à une bonne oxygénation.
Si le manque d'oxygénation est dû à un faible effort respiratoire, le gradient A-a n'est pas augmenté; Une personne en situation d'hypoventilation (atteintes du système nerveux central , ou prises de toxiques.. ) aurait une hypoxie, mais un gradient A-a normal : l'hypercapnie due à l'hypoventilation masque un gradient augmenté par la baisse de la PaO2. Il s'agit d'un artefact mathématique qui fait que la mesure de ce gradient est cliniquement plus utile dans un tableau d'hyperventilation.